# Leipziger Internet Zeitung
Die Leipziger Internet Zeitung (kurz l-iz oder Lizzy) ist ein tagesaktuelles Online-Nachrichtenmagazin für den Großraum Leipzig. Die Online-Zeitung berichtet seit 18. Januar 2021 unter dem Namen Leipziger Zeitung in mehreren Ressorts wie z. B. Politik, Wirtschaft, Kultur, Bildung, Sport. Zudem hat sie ein umfangreiches Archiv über wichtige Themen der Region in den Jahren ihres Bestehens seit 2004 aufgebaut. Die Website erhielt nach eigenen Angaben monatlich über 600.000 eindeutige Besucher (Stand April 2021). Seit 2015 erscheint das gedruckte Schwestermedium Leipziger Zeitung – zunächst als Wochenzeitung und mittlerweile monatlich. Am 14. Januar 2021 wurden die Internetauftritte zusammengelegt und der Name Leipziger Internet Zeitung fallengelassen.
Finanziert wird die Seite über den kostenpflichtigen „Leserclub“ sowie durch Werbung. Ab dem 7. August 2016 waren alle Artikel nur noch für „Leserclub“-Abonnenten verfügbar, den freien Zugang zu allen Artikeln koppelte die Zeitung an mindestens 1500 zahlende Mitglieder. Viele Nutzer kritisierten dieses Vorgehen auf der Facebookseite der Zeitung. Die Zeitung begründete ihrerseits das Vorgehen mit sinkenden Werbeeinnahmen. Obwohl das Ziel von 1500 Leserclub-Mitgliedern nicht erreicht wurde, waren später wieder einzelne Artikel ohne Anmeldung zugänglich.
Seit Beginn der COVID-19-Pandemie im Frühjahr 2020 stehen alle Artikel der Leipziger Zeitung frei zur Verfügung. Abonnements und Förderbeiträge sind freiwillig.